# ميراندا (مغنية إسبانية)
ميراندا (بالفرنسية: Miranda)‏ هي مغنية فرنسية وإسبانية، ولدت في 24 يناير 1976 في باريس في فرنسا.

## وصلات خارجية
- ميراندا على موقع ميوزك برينز (الإنجليزية)